# 스테파노 덴스빌
스테파노 빌프레트 덴스빌(네덜란드어: Stefano Wilfred Denswil, 1993년 5월 7일 ~ )은 네덜란드 출생 수리남의 축구 선수로 현재 튀르키예 쉬페르리그의 트라브존스포르에서 센터백으로 활동하고 있으며 수리남 국가대표팀의 일원으로도 뛰고 있다.

## 구단 경력

### 아약스
덴스빌은 잔담에 있는 지역 아마추어 팀 엘라스 스포츠에서 축구 경력을 쌓기 시작했고, 2001년 아약스의 유소년 팀에 합류하기 위해 영입되었다. 2011-12 시즌, 덴스빌은 아약스 A1 팀이 나이키 에레디비시 리그 타이틀을 따는 것은 물론 20세 이하 유소년 팀에 해당하는 챔피언스 리그인 넥스트젠 시리즈 결승에 진출하는 것을 도왔다. 아약스는 결승전에서 인터 밀란에게 연장전 끝에 1-1로 비긴 후 승부차기에서 5-3으로 졌다. 덴스빌은 정규 시간 48분 프리킥으로 유일한 골을 넣었고, 팀은 준우승으로 대회를 마쳤다.

### 클뤼프 브뤼허
2015년 1월 3일, 스테파노 덴스빌이 벨기에 프로 리그의 클뤼프 브뤼허로 이적하여 벨기에 클럽과 3.5년 계약을 맺는다고 발표되었다. 그는 2015년 1월 16일, 1-1로 비긴 KV 메헬렌과의 경기에서 리그 데뷔 전을 치렀다. 2015년 2월 3일, 덴스빌은 크로스타운 라이벌인 세르클러 브뤼허를 상대로 첫 브뤼허 더비를 치렀고, 홈에서 5-1로 이긴 경기에서 90분을 소화했다.

### 볼로냐
2019년 7월 6일, 덴스빌은 이탈리아의 볼로냐로 3년 계약을 맺었고, 1년 더 연장할 수 있다.

### 트라브존스포르
2021년 8월 21일, 덴스빌은 2021-22년 쉬페르리그 시즌 동안 트라브존스포르로 임대되었고, 2022년 6월 16일, 덴스빌은 트라브존스포르와 3년 계약을 체결했다고 발표했다.

## 국가대표팀 경력
덴스빌은 네덜란드에서 수리남 출신 부모님 사이에 태어났다. 그는 다양한 유소년 출신 국가인 네덜란드를 대표하여 2007년 11월 27일, 슬로바키아와의 친선 경기에서 네덜란드 U-15 국가대표팀 데뷔 전을 치렀다. 그 시즌, 덴스빌은 벨기에 전과 스위스 전에서 세 차례 더 친선 경기에 출전했다. 2009년 2월 10일, 그는 우크라이나와의 친선 경기에서 네덜란드 U-16 국가대표팀 데뷔 전을 치렀고, 결국 네덜란드는 3-1로 승리했다. 이틀 후에는 우크라이나와의 또 다른 친선 경기에서 두 번째로 출전하여 2-0으로 승리했다.
덴스빌은 2023년 5월, 수리남 국가대표팀으로 합류해 국적을 전환했다.